# 亞納哈薩山
13°45′40″S 70°53′42″W / 13.76111°S 70.89500°W
亞納哈薩山（Yanajasa），是秘魯的山峰，位於該國東南部庫斯科大區，由基斯皮坎奇省的馬爾卡帕塔區負責管轄，屬於韋爾卡努塔山脈的一部分，海拔高度約5,200米。